# Irische Badmintonmeisterschaft 1986
Die Irische Badmintonmeisterschaft 1986 fand Anfang 1986 in der Whitehall Road in Terenure in Dublin statt.

## Finalergebnisse
| Disziplin    | Sieger                      | Finalist                        | Ergebnis           |
| ------------ | --------------------------- | ------------------------------- | ------------------ |
| Herreneinzel | Bill Thompson               | Pat Marron                      | 15-4, 12-15, 15-12 |
| Dameneinzel  | Ciara Doheny                | Ann O’Sullivan                  | 11-2, 4-11, 11-3   |
| Herrendoppel | Bill Thompson Rikki Keag    | Graham Henderson Peter Ferguson | 15-6, 15-5         |
| Damendoppel  | Ann O’Sullivan Elaine Doyle | Ann Stephens Linda Andrews      | 15-7, 15-4         |
| Mixed        | Graham Henderson Nikki Lane | Pat Marron Holly Lane           | 12-15, 15-8, 15-9  |